# Harry Bateman
Harry Bateman   (Manchester, 29 de maig de 1882 - Milford, 21 de gener de 1946) va ser un matemàtic i físic britànic nacionalitzat nord-americà.

## Vida i Obra
Bateman va fer els seus estudis secundaris a la Manchester Grammar School abans d'ingressar el 1900 al Trinity College (Cambridge) en el qual es va graduar en matemàtiques el 1903 com senior wrangler i va obtenir el premi Smith dos anys després. Una beca li va permetre ampliar estudis a París i Göttingen. Els anys següents va ser professor a les universitats de Liverpool i Manchester fins al 1910 en que va emigrar als Estats Units per no retornar. Durant aquests anys a Liverpool i Manchester va col·laborar amb Ebenezer Cunningham en estendre la interpretació relativista a la teoria electrònica de la matèria, estudiant la simetria conforme de les equacions de Maxwell.
En arribar als Estats Units va ser professor del Bryn Mawr College, on una matemàtica britànica, Charlotte Angas Scott, era cap del departament de matemàtiques; però, sigui perquè no va congeniar gaire o perquè no ho va considerar un èxit, només hi va estar dis cursos i el 1912 marxava a la universitat Johns Hopkins. En aquesta universitat, en la que va obtenir el doctorat el 1913, va estar fins que el 1917 va acceptar, a instàncies de George Ellery Hale, el càrrec de cap del departament de matemàtiques, física i aeronàutica del Throop College que, pocs anys després, es convertiria en el Institut Tecnològic de Califòrnia (Caltech). Va romandre en aquesta institució fins a la seva mort el 1946 a Utah, enmig d'un viatge entre Los Angeles i Nova York.
A la seva mort, i en vista de la quantitat de manuscrits que ja tenia fets, es va engegar el Bateman Manuscript Project del qual, sota la direcció d'Arthur Erdélyi i el finançament de l'Oficina de Recerca Naval, va sorgir una verdadera enciclopèdia en cinc volums de funcions especials:
- Higher Transcendental Functions Volums 1, 2 i 3 (1953) editats per Arthur Erdélyi ISBN 0-486-44614-X ISBN 0-486-44615-8 ISBN 0-486-44616-6. Amb permís de l'editorial propietària dels drets, hi ha còpies a l'abast del públic: Vols 1, 2 i 3 o Vol. 1 Arxivat 2021-09-30 a Wayback Machine., Vol. 2 Arxivat 2021-09-30 a Wayback Machine. i Vol. 3 Arxivat 2022-02-20 a Wayback Machine..
- Tables of Integral Transforms Volums 1 i 2 (1954) editats per Arthur Erdélyi ISBN 0-07-019549-8. Cópìes a l'abast del públic: Vols. 1 i 2 o Vol.1 Arxivat 2020-07-04 a Wayback Machine. i Vol.2 Arxivat 2020-07-04 a Wayback Machine.